# Tilst
Tilst er en bydel i Aarhus, beliggende 7-10 km nordvest for Aarhus C med postnummer 8381, Tilst har 15.617. indbyggere i (2025) og består reelt af selve Tilst og Brabrand Nord.

## Etymologi
Tilst blev indtil slutningen af 1900-tallet stavet og udtalt "Tiilst", [ˈti:lsd], altså hørligt med lang vokal, men nu: [ˈtilʼsd]. Det oprindelige navn er Tislæst, af gudenavnet Tir og læst, der er gammelt dansk ord for 'efterladenskab'.

## Historien
Der har været omkring 50 oldtidsmindesmærker omkring byen, men ingen er bevaret.
Landsbyen er kendt fra 1200-tallet og var en del af Tilst-Kasted Kommune. De ældste dele af Tilst Kirke er fra 1200-tallet. Kirken fik tårn i 1500-tallet. Døbefonten af granit er fra kirkens ældste tid. En del af gårdene tilhørte i slutningen af 1600-tallet Aarhus Domkapitel.
Tilst landsby bestod i 1682 af 14 gårde og et hus med jord. Det samlede dyrkede areal udgjorde 761,0 tønder land skyldsat til 120,70 tønder hartkorn. Dyrkningsformen var trevangsbrug.
Byen var oprindelig en lille landsby med nogle få hundrede beboere og hovedby i Tilst-Kasted Sognekommune, men i 1968 kom en stor befolkningstilvækst i Tilst, da Aabyhøj Boligforening byggede boligområdet Langkærparken med godt 800 lejligheder. Byen fik egen lille biograf (der senere er lukket) og butikstorv med nærkøbsbutikker.
En lige så stor omvæltning skete fra 1970, da varehuset Bilka - Danmarks største og første af sin slags - åbnede på bar mark ved hovedvejen Aarhus-Viborg lidt syd for Tilst. Varehuset var udelukkende baseret på kunder, der kom i bil. Området omkring Bilka er blevet til et megacenter med forretninger som JYSK, Elgiganten, Bauhaus, Toys "R" Us og flere banker. Også områdets posthus og Post Danmarks omdelingscenter er flyttet hertil i erhvervskvarteret Anelystparken.
Området er generelt ved at vokse til en regulær bydel med McDonald's, 7-Eleven og kulturelle institutioner.
Idrætsforeningen Tst er central for byens foreningsliv.

## Omgivelserne
Den vestligste del af Tilst kendes som Mundelstrup Stationsby, som er en del af landsbyen Mundelstrup, der nu er vokset sammen med Tilst. Lige nord for Mundelstrup Stationsby ligger Geding Sø og syd for, den nyrejste True Skov. Højeste punkt i området er Søndre Rakhøj på 84 meter.
I Tilst Sogn ligger vådområderne Tilst, Geding og Kasted Mose, samlet: Kasted Mose nogle kilometer nord for byen.